# Bundesstraße 404
Pour les articles homonymes, voir B404 et Route 404.
La Bundesstraße 404 est une Bundesstraße des Länder de Schleswig-Holstein et de Basse-Saxe.

## Géographie
La B 404 va de Kiel à Lunebourg.

## Histoire
La B 404, également connue sous le nom de "Nord-Süd-Straße" et "Kieler Schnellweg", est reconstruite en tant que route complètement nouvelle de Kiel au sud à partir des années 1950, à l'exception des zones entre Stolpe et Bornhöved (qui devient dans les années 1970 la Bundesautobahn 21) et entre Grande et Geesthacht. Elle est conçue comme une liaison rapide entre Kiel et l'A 1, et donc comme une section de secours de la B 4, qui à l'époque, avant la construction de l'A 7, est la liaison principale entre Kiel et Hambourg. Dans les années 1960, la construction se poursuit au sud de l'A 1, la B 404 est déjà construite sans intersections. L'expansion à quatre voies entre Neversdorf et Bad Oldesloe a lieu au milieu des années 1980. En 1992, l'extension à quatre voies de la section suivante entre Negernbötel et Neversdorf est achevée, et en 1998 la section entre Bad Oldesloe et Hammoor est achevée. L'ensemble du tronçon à quatre voies entre Negernbötel et Hammoor est transformé en autoroute.
Dans le cadre de cette rénovation et de cette nouvelle consécration, la voie pour les cyclistes est supprimée sans remplacement. Les cyclistes doivent désormais faire de longs détours dans le secteur de l'ancienne B 404.
Entre l'échangeur autoroutier de Bargteheide près de Hammoor et la connexion à l'A 24, la B 404 est libre d'intersections et, à partir de la sortie de Lütjensee/Schönberg, a principalement trois voies en une route en 2+1.
Dans la partie sud, la B 404 relie l'extrémité de l'autoroute A 25 à Geesthacht avec la sortie de Handorf de l'A 39. La B 404 fut prolongée de son ancien point final, la confluence avec la B 5. Entre le pont sur l'Elbe au barrage de Geesthacht construit en 1960 et sa nouvelle extrémité sur l'A 39, la B 404 est également désignée comme une route pour véhicules à moteur.
Peu à peu, le B 404 se transforme en A 21. Cela s'est déjà produit entre Stolpe et Hammoor et une section entre Bornhöved et Negernbötel le 2 juillet 2008 après une longue période de construction, de sorte que près de 50 km de l'A 21 sont désormais praticables à quatre voies.

## Source
- (de) Cet article est partiellement ou en totalité issu de l’article de Wikipédia en allemand intitulé « Bundesstraße 404 » (voir la liste des auteurs).

1. ↑  (de) Dorothea von Dahlen, « Ausbau der B 404: Werden Mollhagen und Todendorf abgehängt? », sur Lübecker Nachrichten, 2019 (consulté le 19 mai 2021)